# Gran Moràvia
Gran Moràvia (en antic eslau eclesiàstic aproximadament, Велья Морава, en eslovac Veľká Morava, en txec Velká Morava, en llatí Magna Moravia) fou el primer imperi eslau en emergir a l'Europa central, i va existir entre 833 i principis del segle x. El seu territori bàsic era als dos costats del riu Morava, a les actuals Eslovàquia, la República Txeca i Àustria.

## Els eslaus a la regió
La primera referència a les tribus eslaves que vivien a la vall del riu Morava va ser feta per l'historiador romà d'Orient Procopi, que va escriure que un grup d'hèruls van passar travessar el territori quan es dirigien cap a Dinamarca el 512. Els jaciments arqueològics han trobat ceràmica feta a mà, i objectes molt anàlegs als trobats al sud de Polònia i a l'oest d'Ucraïna van aparèixer entre el Morava i el Danubi mitjà, datats al voltant del 550.
Els grans territoris de la conca pannònica foren conquistats després del 568 pels nòmades àvars de les estepes euroasiàtiques, i els eslaus es van veure obligats a retre'ls homenatge i participar en les seves incursions contra l'Imperi Romà d'Orient, els francs i els llombards. Tot i que es van assentar al Danubi durant el primer període del Kaganat àvar, una part més petita va quedar sota el seu control militar directe després de la caiguda de l'imperi de Samo. Al final del període del gran kanat, els àvars ja s'havien inclinat a un estil de vida més assentat i la seva coexistència amb els eslaus locals ja es pot caracteritzar com una mena de simbiosi cultural.
Carlemany va llançar una sèrie d'expedicions militars contra els àvars en la darrera dècada del segle VIII que van provocar el col·lapse del Kaganat àvar. Els àvars que van anar Aquisgrà el 805 i van demanar a Carlemany que se'ls permetés establir-se a les terres baixes al llarg del riu Rába. Després del col·lapse del Kaganat àvar, les espases i altres elements de l'equipament franc franc es van popularitzar als territoris del nord del Danubi Mitjà.
Moràvia, la primera comunitat eslava occidental, va sorgir a través de la unificació de les tribus eslaves establertes al nord del Danubi. A la tardor de 811 els governants àvars i els líders dels eslaus que viuen al llarg del Danubi van visitar la cort de l'emperador Lluís el Pietós a Aquisgrà. Els carantanians, avantpassats dels eslovens actuals van ser els primers eslaus a acceptar el cristianisme d'Occident, cristianitzats per missioners irlandesos enviats per l'arxidiòcesi de Salzburg a meitat del segle viii, entre ells Modest, conegut com l '"apòstol dels carantanians", i el bisbe Reginhar de Passauva batejar "tots els moravis" en 831.

## L'imperi

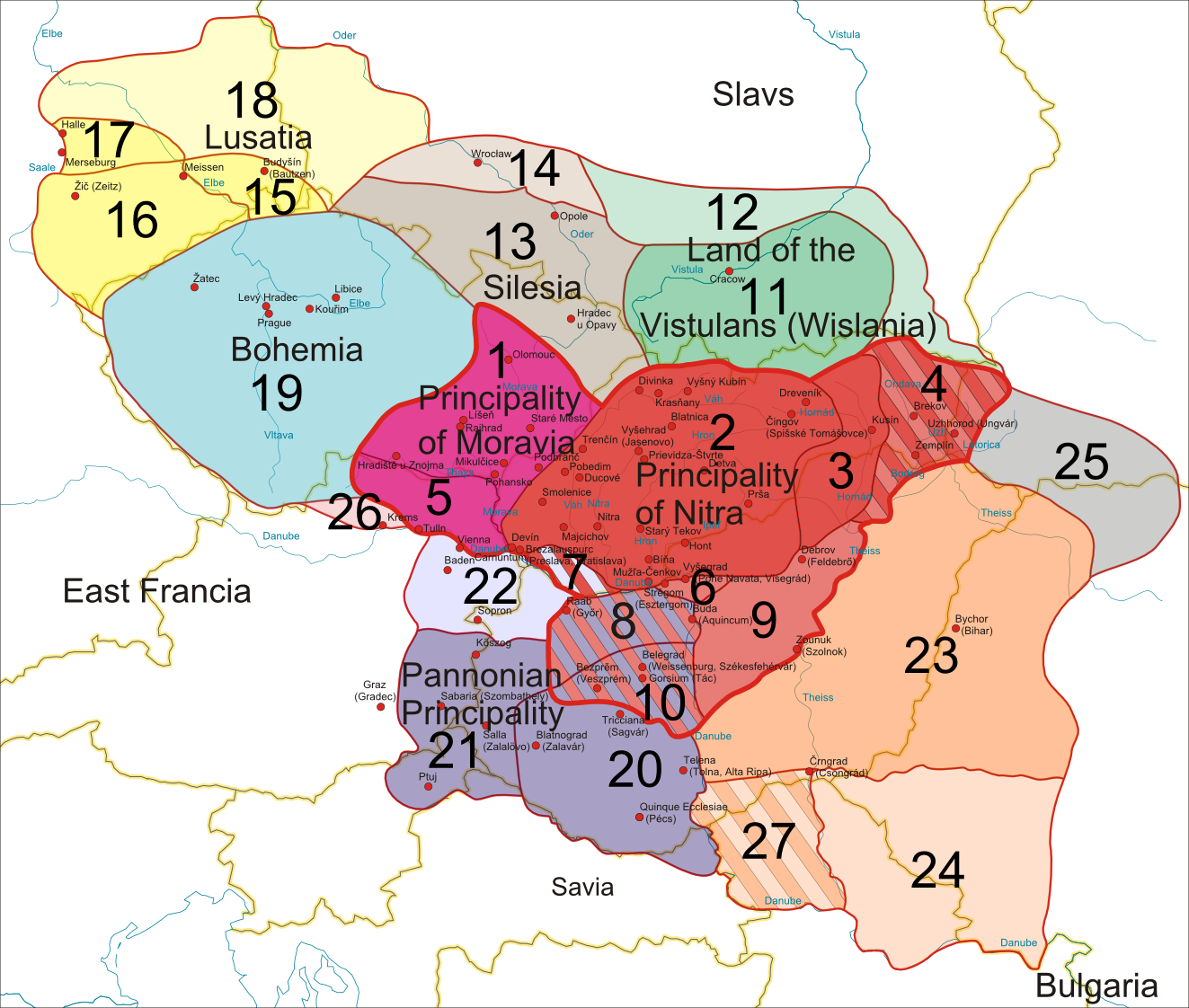
Principats i terres de la Gran Moravia

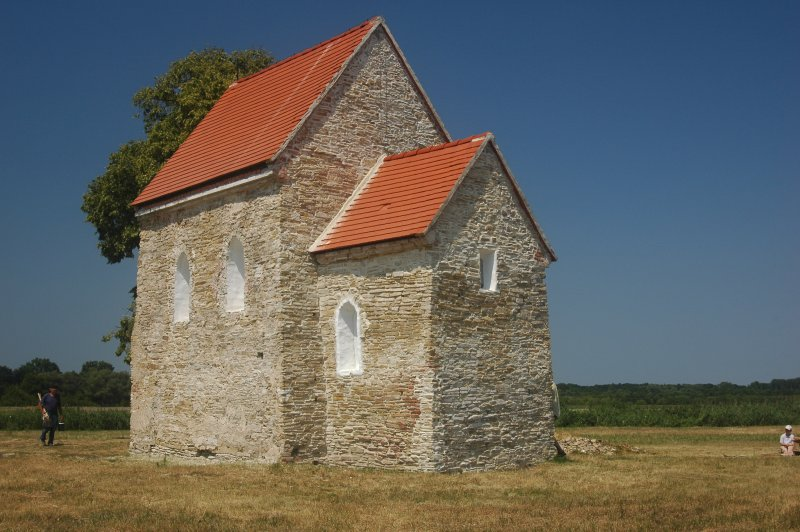
L'últim edifici que queda de Gran Moràvia

L'imperi fou fundat quan el príncep Mojmír I unificava per la força el veí Principat de Nitra amb el seu propi Principat de Moràvia el 833. Un desenvolupament cultural sense precedents va resultar de la missió dels Sants Ciril i Metodi, que van arribar durant el regnat del Príncep Rastislau el 863 després que Rastislau rebutgés la petició de missioners a Roma i va demanar a l'emperador romà d'Orient Miquel III l'Embriac que enviés un "mestre" (učiteľ) per introduir alfabetització i un sistema legal (pravьda) a la Gran Moràvia, i li va enviar als germans Ciril i Metodi, que van crear l'alfabet glagolític i l'eslau eclesiàstic, aprovada formalment pel papa Adrià II. Probablement l'escriptura glagolítica va ser inventada pel mateix Ciril i el llenguatge que va utilitzar per a les seves traduccions d'escriptures sagrades i la seva creació literària original es basava en el dialecte eslau que ell i el seu germà Metodi coneixien des de la seva ciutat natal de Tessalònica. L'antic eslau eclesiàstic, per tant, es diferenciava del dialecte eslau local de la Gran Moràvia, que era l'idioma ancestral dels dialectes posteriors parlats a Moràvia i l'Eslovàquia occidental.
Lluís el Germànic el 846 va organitzar un exèrcit per anar a la Gran Moràvia i instal·lar el príncep Ratislau. Lluís el Germànic va travessar el Danubi i va tornar a envair Moràvia l'agost del 864 i Rastislav va acceptar acceptar la sobirania de Lluís el Germànic, però va continuar donant suport als oponents del monarca franc.
Tot i que les fronteres del seu imperi no es poden determinar exactament, l'imperi de la Gran Moràvia arribava a la seva màxima extensió territorial sota el regnat de Svatopluk I, que va governar del 870 al 894. L'independentisme i els conflictes interns van sorgir després de la mort de Svatopluk. El seu fill, Mojmir II, el va succeir però el seu imperi es va desintegrar, perquè els ducs de Bohèmia (amb seu a la regió de Praga) van acceptar la sobirania del rei Arnulf el juny del 895 i el territori fou atacat per invasors magiars a principis del segle x iniciant la conquesta de la conca dels Carpats després de la seva derrota als territoris més occidentals de l'Estepa Pòntica cap al 895 per una coalició de búlgars i petxenegs i davant l'amenaça de nous atacs hongaresos, Mojmir II de Moràvia va concloure un tractat de pau amb Lluís IV d'Alemanya el 901. Es desconeix la data exacta del col·lapse de Moràvia, però es va produir entre els anys 902 i 907 quan caigué en mans hongareses. Els territori fou més tard dividits entre el Regne d'Hongria, Bohèmia, Polònia, i el Sacre Imperi Romanogermànic.
.

## Economia
Les grans fortaleses del segle ix, envoltades per diversos pobles on els locals es dedicaven a l'agricultura. Conreaven blat, ordi, mill i altres cereals i bestiar porcí, oví i equí de granja. es trobaven a confluència dels rius Morava i Danubi, on es creuaven dues rutes importants comercials importants, el Danubi i l'antiga Carretera de l'Ambre, i aquests assentaments eren importants centres de comerç. Les troballes d'eines, matèries primeres i productes semielaborats mostren que en aquests assentaments també hi havia zones habitades per artesans.
No hi ha signes de moneda local, i les monedes estrangeres són escasses, i la manca de monedes va fer que els monarques de Moràvia no poguessin "cobrar efectivament impostos, duanes i multes", cosa que va debilitar la seva posició internacional.
La metal·lúrgia del ferro i la ferreria eren les branques més importants de la indústria local, però no es coneixen mines de plata, or, coure o plom, tot i que es produïen joies i armes amb materials procedent de botins o regals, o portats a Moràvia pels comerciants. També s'importaven productes de prestigi com seda, brocats i vidre, a canvi d'esclaus, adquirits com a presoners de guerra durant les seves incursions a les regions veïnes.

## Religió
Com altres eslaus, fins a l'evangelització de l'elit de Moràvia a mitjan segle ix practicaven originalment una religió politeista amb un culte als avantpassats. Diversos llocs de culte utilitzats abans de la cristianització s'han trobat a Moravia i l'únic santuari pagà eslau trobat a la moderna Eslovàquia és a Most pri Bratislave, dedicat probablement al déu de la guerra i el tro Perun. El santuari va ser abandonat a mitjan segle ix i mai restaurat.
La difusió del cristianisme va tenir diverses etapes. El territori de la Gran Moràvia va ser originalment evangelitzat per missioners procedents de l'Imperi franc o enclavaments romans d'Orient a Itàlia i Dalmàcia des de principis del segle VIII i esporàdicament abans. El 880, el papa va ordenar un monjo suèu, Wiching, com a bisbe de la recentment establerta seu de Nitra ("sancta ecclesia Nitriensis"). Malgrat l'aprovació formal de les elits, el cristianisme de Moràvia contenia molts elements pagans fins al 852. La fita principal de la cristianització de Moràvia s'atribueix tradicionalment a la influència dels germans missioners romans d'Orient, els sants Ciril i Metodi, que van arribar a Moràvia l'any 863.
Els deixebles de Ciril i Metodi van ser expulsats per Svatopluk, que va reorientar l'Imperi al cristianisme occidental, i l'expulsió va tenir un impacte significatiu en els països on es van establir els deixebles, on van continuar les seves missions evangelitzadores, especialment el sud-est d'Europa, primer Bulgària a partir del 886 i més tard a l'Europa de l'Est. En arribar al Primer Imperi Búlgar, els deixebles van continuar la missió cirilo-metodiana. L'eslau eclesiàstic es va convertir en la llengua escrita oficial a Bulgària cap al 893, on se'l coneix com búlgar antic. L'escriptura glagolítica va ser substituïda per l'alfabet ciríl·lic, que va utilitzar algunes de les seves lletres. L'alfabet ciríl·lic inicial es va desenvolupar durant el segle ix a l'Escola Literària Preslav de Bulgària i es va fer oficial al país des de l'any 893. L'escriptura ciríl·lica i les traduccions de la litúrgia es van difondre a altres països eslaus, particularment als Balcans i al Rus de Kiev, traçant un nou camí en el desenvolupament cultural d'aquestes nacions eslaves i establint els alfabets ciríl·lics tal com es coneixen ara a Bulgària, Belarús, Bòsnia i Hercegovina, Mongòlia, Montenegro, Macedònia del Nord, Rússia, Sèrbia i Ucraïna.

## Exèrcit
El nucli de l'exèrcit de Moràvia era un cos de 3.000 a 5.000 guerrers professionals responsables de cobrar tributs i castigar els delinqüents format per membres de l'aristocràcia i membres dels grups militars dels prínceps. Alguns dels seus membres formaven una guàrdia armada permanent per al príncep, mentre que la resta estava guarnida a fortaleses o en altres punts estratègics. L'exèrcit era dirigit pel príncep o en la seva absència, per un comandant en cap anomenat voivoda.
L'exèrcit permanent era de cavalleria pesant de Moràvia com els cavallers, amb un equipament costós que només es podien permetre els estrats socials més alts. En el cas de mobilitzacions més grans, la cavalleria reforçava amb altres unitats més petites de reclutes, però gràcies al seu gran nombre i al seu coneixement dels tipus de les armes, representaven una força militar seriosa i van tenir un paper decisiu principalment en la defensa del territori. La mida màxima de l'exèrcit s'estima en 20.000-30.000 homes. Les llances eren utilitzades tant per la infanteria com per la cavalleria. L'arma típica d'un soldat de peu eslau occidental era una destral anomenat bradatica i es van popularitzar nous tipus d'armes com les espases de doble tall i també formaven part de la infanteria els arquers.
Un element important de la defensa de la Gran Moràvia era un sistema de fortes fortificacions difícils d’assetjar amb les formes d’organització militar vigents aleshores.

## Després de la caiguda
Després de la caiguda de la Gran Moràvia, el seu territori central es va dividir gradualment entre el Regne de Bohèmia i el Regne d'Hongria. La frontera es va establir originalment al riu Morava. Tanmateix, a partir del segle xii, els reis txecs van aconseguir guanyar cada vegada més la regió a la riba oriental, guanyant finalment tot el tram del territori oriental des d'Uherské Hradiště fins a Strážnice al llarg dels Carpats blancs. El territori bàsic original de la Gran Moràvia, que actualment forma la part oriental de Moràvia i està situat entre els Carpats Blancs i les muntanyes Chřiby, ha conservat la seva identitat no txeca en la seva designació "Slovácko", que mostra orígens comuns amb el nom de la veïna Eslovàquia.